# Masae Ueno
Masae Ueno (em japonês: 上野 雅恵; Asahikawa, 17 de janeiro, 1979) é uma judoca e campeã olímpica do Japão.
Ueno conquistou o bicampeonato olímpico na categoria até 70 kg, nos Jogos Olímpicos de Atenas em 2004 e nas Olimpíadas de Pequim em 2008.

## Medalhas
- Ouro nos Jogos Olímpicos de Verão de 2004 e 2008;
- Ouro nos Campeonatos Mundiais de Judô de 2001 e 2003
- Ouro nos Campeonatos Asiaticos de Judô de 2000, 2004 e 2008
- Ouro nos Jogos Asiáticos de 2006
- Bronze nos Jogos Asiaticos de 2002[1]